# Pintupi Nine

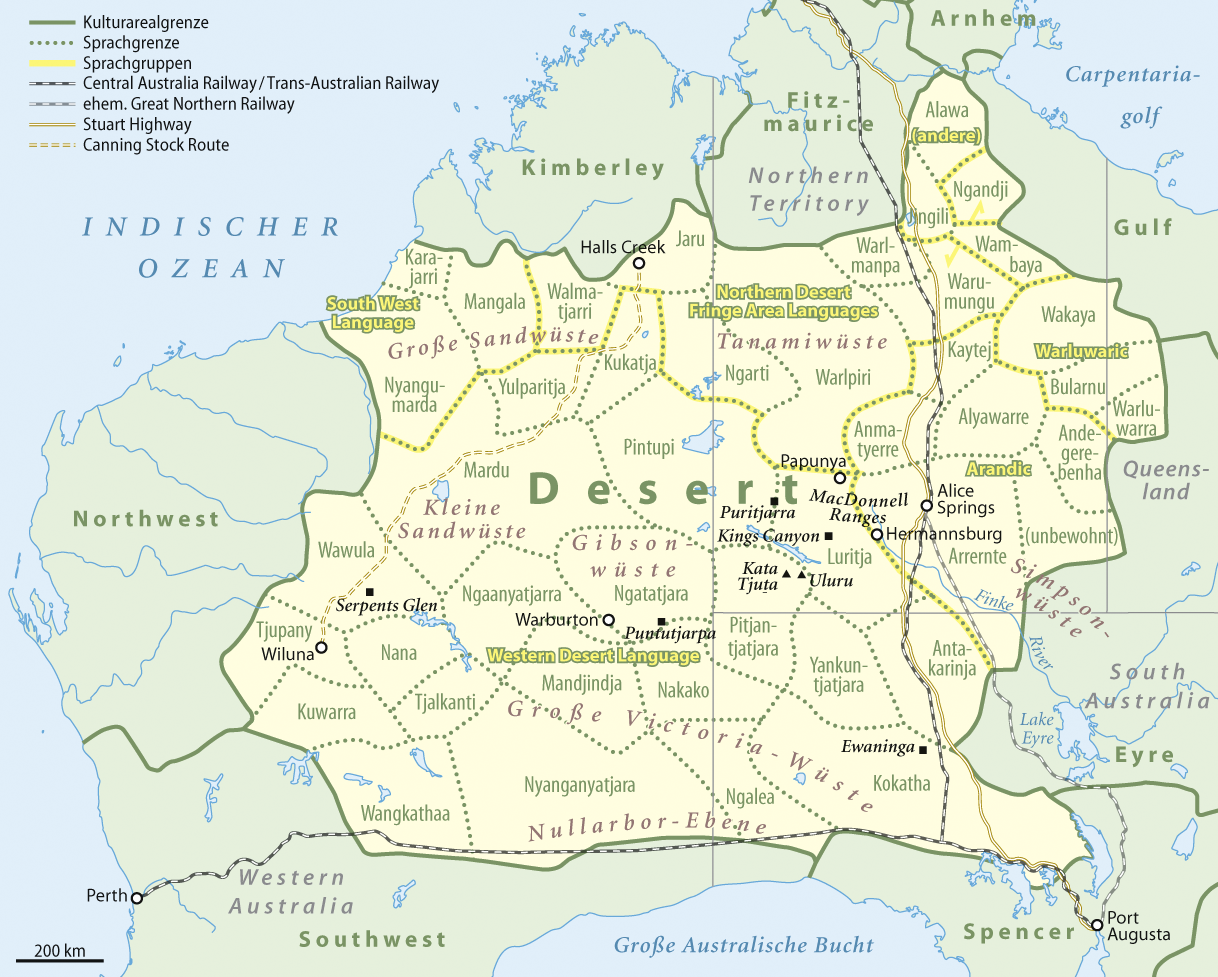
Kulturareal Desert in Australien

Die Pintupi Nine (Pintupi-Neun), auch manchmal als The Lost Tribe (Der verlorene Stamm) bezeichnet, war eine Gruppe von neun Aborigines vom Stamm der Pintupi, die bis zum Oktober 1984 in einer der Wüsten Australiens als isolierte Gruppe von traditionellen Wildbeutern lebten. Im Oktober 1984 hatten die neun Pintupi ihren ersten Kontakt mit der westlichen Welt, als sie nach ihren Verwandten suchten. Das Auftauchen dieser Gruppe führte zu einer weltweiten Aufmerksamkeit in der Presse. Drei Angehörige aus dieser Familiengruppe sind heute bekannte Künstler der Aborigines.

## Leben
Die Pintupi Nine waren die letzten Aborigines, die auf traditionelle Weise zwischen den Wasserlöchern nahe dem Lake Mackay an der Grenze zwischen Western Australia und Northern Territory in der Gibsonwüste lebten. Sie waren nackt, lediglich mit Haarbändern, zwei Meter langen Speeren sowie aufwändig verzierten Bumerangs in der Wüste unterwegs. Sie ernährten sich von kleinen Goannas, Kaninchen wie auch durch die Zubereitung von Bush Food aus einheimischen Pflanzen in ihrer traditionellen Lebensweise.
Sie waren alle in der Wüste geboren. An die Begegnung mit dem ersten Weißen, dem Zirkusdarsteller Geof Tull, der durch die Western Desert mit einem Auto fuhr, erinnert sich Warlinipirrnga Tjapaltjarri:

„I couldn’t believe it. I thought he was the devil, a bad spirit. He was the colour of clouds at sunrise.“

„Ich konnte es nicht glauben. Ich dachte, er wäre der Teufel, ein böser Geist. Er hatte die Farbe von Wolken bei Sonnenaufgang.“

Die Familiengruppe bestand aus vier Brüdern (Warlimpirrnga, Walala, Tamlik (genannt Thomas) und Yari Yari), drei Schwestern (Yardi, Yikultji und Tjakaraia) und ihren zwei Müttern (Nanyanu und Papalanyanu). Die Jungen waren zwischen 14 und 20 Jahren und die Mädchen waren im Alter von Teenagern. Die beiden Mütter waren etwa Enddreißigerinnen. Das genaue Alter konnte nicht festgestellt werden.
Der Vater der sieben Kinder und Ehemann der zwei Frauen war einige Monate vorher gestorben, vermutlich an verdorbenen Konserven, die er in einem aufgelassenen Bergarbeiterort gefunden hatte. Nach diesem Ereignis wanderte die Familie in den Süden, wo sie ihre Verwandten vermutete, weil sie in dieser Richtung Rauch aufsteigen sah. Sie begegnete einem Mann, dieser missverstand sie, brachte sie Richtung Norden, da er annahm, dass sie zu ihrer Gemeinschaft zurückkehren wollten. Die Aborigines, denen er sie übergab, führten sie anschließend wiederum auf den richtigen Weg, der sie zu ihrem Stamm führte. Denn sie merkten schnell, dass die Gruppe ihre Verwandten suchte, die sie vor 20 Jahren in der Wüste verlassen hatten, weil sie in einer Aborigines-Missionsstation nahe Alice Springs leben wollten. 
Nach dem ersten Kontakt und der Feststellung ihrer Verwandtschaftsbeziehungen wurden die Pintupi Nine von ihrem Stamm eingeladen, mit ihnen in Kiwirrkura zu leben, wo die meisten von ihnen wohnten.
Eine erste medizinische Untersuchung der Pintupi Nine zeigte, dass der Clan der Tjapaltjarri, wie sie auch genannt werden, in glänzender Verfassung war. Bei Kiwirrkura, in der Nähe Kintores, trafen sie mit den anderen Mitgliedern ihrer Familie zusammen und blieben dort.

## Heute
1986 ging Yari Yari in die Wüste zurück. Warlimpirrnga, Walala und Thomas Tjapaltjarri sind international als Künstler anerkannt und werden gemeinsam auch The Last Nomads genannt. Sie stellten ihre Werke in zahlreichen renommierten nationalen Galerien, wie in der National Gallery of Victoria in Melbourne, und auch international aus. Eine der beiden Mütter starb, die andere lebt zusammen mit den drei Schwestern in Kiwirrkura.